# Крешимир I
Крешимир I (хорв. Krešimir I; помер в 945 році) — король Хорватії з династії Трпимировичів, що правив в 935 — 945 роках.
Крешимир успадковував своєму батькові Трпіміру II. У ході свого 10-річного правління він продовжував курс батька і дядька, Томіслава I, на зміцнення королівської влади і створення сильної армії. Після його смерті королем Хорватії став його старший син Мирослав, і майже відразу спалахнула громадянська війна між прихильниками короля Мирослава і його молодшого брата Михайло.